# Víctor Hernández Amores
Víctor Hernández Amores (1827-1901) fue un pintor español, hermano de Germán Hernández Amores

## Biografía
Nació en 1827. Era hermano del también pintor Germán Hernández Amores. Natural de Murcia, fue discípulo de la Academia de San Fernando y de Gleyre en París, para donde había sido pensionado por la Comisaría general de Cruzada. Figuró el primer cuadro de este artista en la Exposición de Madrid de 1849, titulado El levita de Efraín al encontrar a su mujer muerta. En la de 1850 presentó La Magdalena junto al sepulcro del Señor, y en 1851 dos retratos, siendo el mejor el del marqués de Heredia. En la Exposición celebrada en Galicia en 1858 alcanzó una medalla de plata por otro de sus retratos al óleo, y en la Nacional de 1862 presentó Psiquis abandonada en la roca.
Fueron también de su mano El último buñuelo, cuadro de costumbres, y un Retrato del Rey D . Alfonso XII para la Diputación Provincial de Murcia. Hizo algunas litografías para la obra Estado Mayor del Ejército español, y ayudó a su hermano en las obras de restauración del Casón del Retiro. Falleció en 1901.